# Emile Ardolino
Emile Ardolino, född 9 maj 1943 i Maspeth i Queens i New York, död 20 november 1993 i Bel Air i Los Angeles, Kalifornien, var en amerikansk filmregissör, koreograf och producent. Ardolino är främst känd för filmerna Dirty Dancing (1987), Tre män och en liten tjej (1990) och En värsting till syster (1992).

## Filmografi i urval
- 1977-1981 - Great Performances: Dance in America (TV-serie)
- 1979 - Baryshnikov at the White House (TV-film)
- 1979 - When Hell Freezes Over, I'll Skate (TV-film)
- 1982 - A Midsummer Night's Dream (TV-film)
- 1983 – He Makes Me Feel Like Dancin'
- 1987 – Dirty Dancing
- 1989 – I sjunde himlen
- 1990 – Tre män och en liten tjej
- 1992 – En värsting till syster
- 1993 – Nötknäpparen
- 1993 – Gypsy (TV-film)